# NGC 245
NGC 245 es una galaxia espiral localizada en la constelación de Cetus.